# NGC 3113
NGC 3113 é uma galáxia espiral barrada (SBcd) localizada na direcção da constelação de Antlia. Possui uma declinação de -28° 26' 41" e uma ascensão recta de 10 horas, 04 minutos e 26,0 segundos.
A galáxia NGC 3113 foi descoberta em 5 de Fevereiro de 1837 por John Herschel.